# Saint-Nabor
Saint-Nabor település Franciaországban, Bas-Rhin megyében. Lakosainak száma 511 fő (2022. január 1.). Saint-Nabor Barr, Bernardswiller, Obernai és Ottrott községekkel határos.

## Népesség
A település népessége az elmúlt években az alábbi módon változott:
| Lakosok száma | 464  | 480  | 501  | 485  | 491  | 492  | 498  | 505  | 511  |
|               | 2013 | 2015 | 2016 | 2017 | 2018 | 2019 | 2020 | 2021 | 2022 |